# Rumex pictus
Rumex pictus är en slideväxtart som beskrevs av Forsskál. Rumex pictus ingår i släktet skräppor, och familjen slideväxter. Inga underarter finns listade i Catalogue of Life.